# Гованда (Њујорк)
Гованда (енгл. Gowanda) град је у америчкој савезној држави Њујорк.

## Демографија
По попису из 2010. године број становника је 2.709, што је 133 (-4,7%) становника мање него 2000. године.
| Група             | 2000.         | 2010.         |
| Белци             | 2.636 (92,8%) | 2.403 (88,7%) |
| Афроамериканци    | 14 (0,5%)     | 19 (0,7%)     |
| Азијати           | 10 (0,4%)     | 12 (0,4%)     |
| Хиспаноамериканци | 40 (1,4%)     | 82 (3,0%)     |
| Укупно            | 2.842         | 2.709         |